# Crise alimentar em 2022
O ano de 2022 testemunhou um rápido aumento do preço dos alimentos e déficits de suprimentos alimentares em torno do mundo. As múltiplas e entrelaçadas crises em diferentes partes do mundo foram causadas por uma complexa situação geopolítica, econômica e ecológica, marcada pelos efeitos do aquecimento global na agricultura, e também pelas ramificações da disrupção nas cadeias produtivas causada pela pandemia de COVID-19.
Em sequência à invasão da Ucrânia pela Rússia, a Organização das Nações Unidas para Alimentação e Agricultura, como também outros observadores do mercado alimentar, soaram o alarme do colapso de suprimentos alimentares e do aumento de preços. Grande parte da preocupação está relacionada com a falta de mercadorias alimentares chave, como o trigo, o milho, e o óleo vegetal, que poderiam causar um aumento nos preços. A invasão também levou à um aumento dos preços do petróleo e fertilizantes derivados, causando mais déficits na produção e um aumento ainda maior dos preços.
Mesmo antes da guerra na Ucrânia, os preços dos alimentos já estavam batendo recordes: em fevereiro de 2022, o preço anual dos alimentos estava 20% maior, de acordo com a Organização das Nações Unidas para Alimentação e Agricultura. A guerra incrementou o preço anual em mais 40% no mês de Março. Está previsto que essas problemáticas complementares, incluído a pandemia de COVID-19, a invasão da Ucrânia pela Rússia e os efeitos do aquecimento global na agricultura podem reverter a tendência global de diminuição da fome e má-nutrição.
Algumas regiões já estavam experimentando fortes secas e contextos de desnutrição devido à falência do sistema de produção agrícola e ao aquecimento global, como o Leste da África e Madagascar. Prevê-se que o aumento do preço das mercadorias alimentares tornará a situação ainda pior. Mesmo os países do norte global, que normalmente possuem uma forte segurança alimentar, como o Reino Unido e os Estados Unidos da América, estão começando a experienciar os impactos diretos do aumento da inflação no âmbito alimentar. Alguns analistas descrevem o aumento dos preços como o pior desde a crise de alimentos de 2007–2008. Apesar de algumas respostas iniciais à crise alimentar sugerirem que certos suprimentos ou colheitas poderiam aliviar o déficit global e o aumento dos preços (como por exemplo a entrada proposta de grãos da Índia), até junho de 2022 nenhum esforço internacional foi efetivo em aliviar os preços.

## Contexto
A pandemia de COVID-19 desestabilizou significativamente a cadeia global de produtos alimentares, causando interrupções nos canais de distribuição da indústria alimentar. Um aumento nos preços dos combustíveis e transporte intensificaram ainda mais a complexidade da distribuição na medida que os alimentos competiam com outros produtos.
Ao mesmo tempo, inundações significantes e ondas de calor em 2021 destruíram culturas chave nas Américas e na Europa.

## Causa

### Crise energética
O gás natural é uma matéria prima para a produção de amônia, através da síntese de Haber-Bosch, necessária para a produção de fertilizantes. O desenvolvimento de fertilizantes sintéticos de nitrogênio tem dado um suporte significativo ao aumento populacional global — foi estimado que quase metade das pessoas na Terra são atualmente alimentadas com alimentos produzidos com o uso de fertilizantes sintéticos de nitrogênio.
A crise energética de 2021-2022 afetou as indústrias de fertilizantes e alimentos. De acordo com Julia Meehan, a diretora de fertilizantes para a agência de preços de commodities ICIS, "Nós estamos vendo um recorde no preço de todos os tipos de fertilizantes, que estão todos bem acima do ápice de 2008. Isso é muito, muito sério. As pessoas não entendem que metade do suprimento global de alimentos depende de fertilizantes."